# عتبة الستات (فلم)
عتبة الستات هو فيلم دراما مصري من إخراج علي عبد الخالق  وبطولة نبيلة عبيد، فاروق الفيشاوي، صفية العمري، سعاد نصر، صبري عبد المنعم وأحمد مظهر.

## نبذه
(سهير فاضل) طبيبة نساء وولادة لا تستطع الإنجاب من زوجها (حازم خرباش) عقيد الشرطة بالرغم من مرور العديد من السنوات على زواجهما، تلجأ الطبيبة إلى مختلف الأساليب الحديثة لمساعدة نفسها على الإنجاب دون جدوى، يذهب زوجها حازم لإجراء بعض التحاليل الطبية ليجد أنه غير قادر على الإنجاب وزوجته سليمة تمامًا، يكذب عليها للحفاظ على حياتهم الزوجية، تذهب سهير لدجالة دون علم زوجها بهدف مساعدتها على الإنجاب.

## طاقم العمل
- نبيلة عبيد بدور الدكتورة سهير
- فاروق الفيشاوي بدور عاصم
- صفية العمري بدور الشيخة هناجه
- سعاد نصر بدور مروج
- صبري عبد المنعم بدور الدكتور زاهي
- أحمد مظهر بدور فاضل أبو سهير

## وصلات خارجية
- مقالات تستعمل روابط فنية بلا صلة مع ويكي بيانات